# رنده (نجاری)
رنده یک ابزار نجاری است که برای صاف کردن، یا کم کردن ضخامت، یا یکدست کردن سطح ناهموار چوب بکار می‌رود.
رنده‌های نجاری در دو نوع چوبی و فلزی موجود هستند. رنده‌های چوبی همگی دارای یک تیغه هستند؛ به جز رندهٔ دستگاه (یا رندهٔ بلند) که دارای یک تیغهٔ پشت‌بند نیز هست. تمامی رنده‌های فلزی دو تیغه دارند که تیغهٔ دوم برای شکستن پوشالهای برداشته شده توسط تیغهٔ اصلی و خارج کردن پوشال‌ها از داخل رنده به کار می‌رود. رنده در درودگری می‌تواند همچنین ابزار پیرامونی دیگری داشته باشد مانند رنده‌بند و رنده‌گیر که برای ثابت نگه‌داشتن رنده بر روی سطوح کاربرد دارند.
نوع بخصوصی از رنده‌ها که دارای تیغه‌های فرم دار هستند برای ساختن زهوارها و فرم‌های تزئینی دور قاب عکس‌ها یا دیوارها و ... بکار می‌روند.

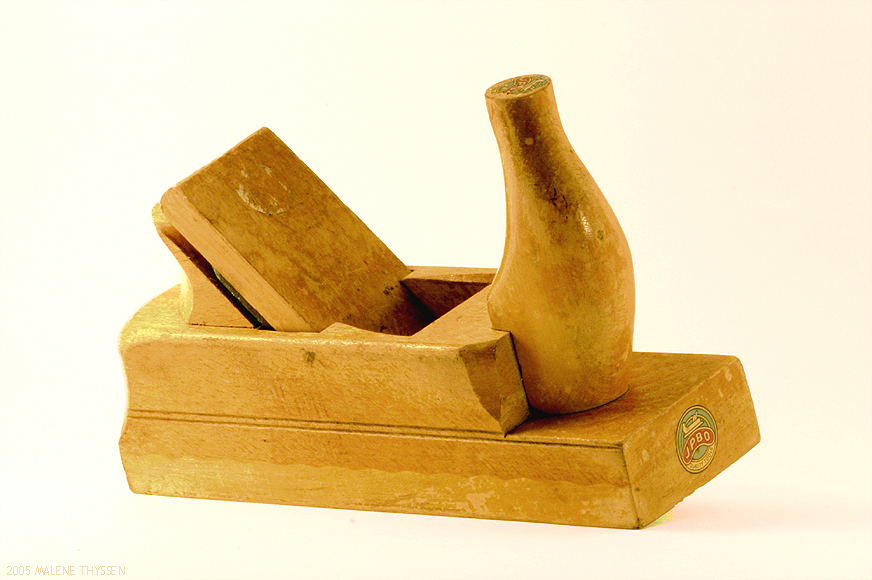
رنده دستی چوبی

## اجزاء رنده
هرکدام از رنده‌های دستی -چوبی و فلزی- دارای اجزای نسبتاً متفاوتی هستند.

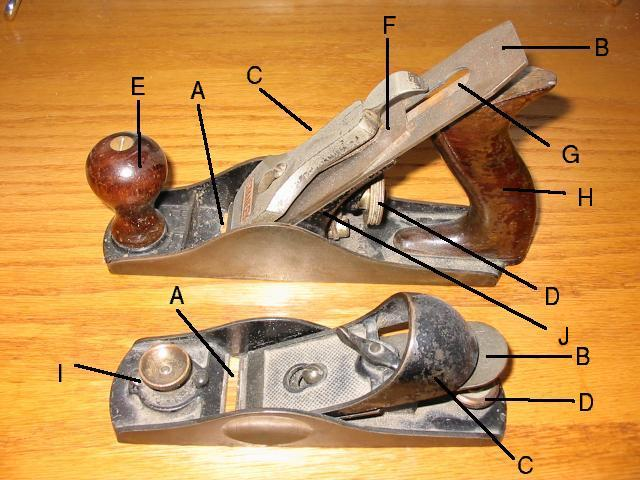
رنده دستی فلزی رندهٔ پرداخت (بالا) ، رنده دستی فلزی ساده (پایین)

A: دهانه که شیاری است در قسمت زیرین رنده که قسمت برندهٔ تیغه در آن قرار می‌گیرد.
B: تیغه فلزی که با زاویهٔ ۲۵ درجه تیز می‌شود.
C: نگه‌دارندهٔ تیغه
D: پیچ تنظیم که میزان خروج تیغه از دهانه (پرتیغی و کم‌تیغی رنده) را می‌توان با آن تنظیم کرد.
E&H: دسته‌ها
ّF: تیغ پشت‌بند که اغلب در رنده‌های دوتیغ فلزی بسته می‌شود و برای محکم نگه‌داشتن تیغه، جلوگیری از فرورفتن بیش از حد تیغه در داخل چوب و خرد کردن پوشال‌ها در هنگام رندیدن به کار می‌رود.
G: تنظیم‌کنندهٔ زاویه که با حرکت آن به سمت راست و چپ زاویهٔ قرارگیری تیغه در دهانه تغییر می‌کند.